# Simone de Bollardière
Pour les articles homonymes, voir Bollardière.
Simone de Bollardière, née Simone Ertaud le 10 février 1922 à Nantes et morte le 6 décembre 2020 à Guidel dans le Morbihan, est une militante pacifiste bretonne. Elle est l'épouse du général Jacques Pâris de Bollardière.
Elle est essentiellement connue à travers l’engagement de son mari, qui s’est distingué en étant le seul général à dénoncer la torture durant la guerre d’indépendance algérienne. Toutefois, elle milite pour des causes diverses tout au long de sa vie : figure de la non-violence, elle s'est aussi engagée contre le nucléaire, pour l'écologie, la Palestine ou encore l'école Diwan.

## Biographie

### Jeunesse
Simone Artaud est la fille d'Émile Ertaud, docteur en médecine, chirurgien à Nantes, et d'Annie Mevel. La jeunesse de Simone Ertaud est peu connue. Sa mère décède durant son enfance. En septembre 1943, sa maison de la place du Cirque à Nantes est bombardée par un raid américain, mais heureusement sa famille y échappe mais elle reste marquée par cet épisode.
Elle rencontre Jacques de Bollardière en 1945 dans la campagne nantaise chez la grand-mère d’une amie, qui loge un groupe de parachutistes à l'arrivée de ceux-ci en France. Ils se marient peu de temps après, le 27 décembre 1945.
Dès février 1946, son époux s'engage volontairement en Indochine. Elle part rejoindre son mari plus tard par bateau, et reste un an et demi au Viêt Nam dans la banlieue de Saïgon. Là, alors qu'elle a déjà accouché de sa fille aînée, elle va prêter main-forte dans les hôpitaux pour aider les blessés.

### Engagements politiques
L'engagement commun du couple Bollardière débute pendant la guerre d'Algérie. Jacques de Bollardière, qui a déjà éprouvé de la répugnance envers les actions menées en Indochine, exprime très tôt ses craintes vis-à-vis des événements en Algérie. Il demande en 1956 à être à la tête de soldats appelés et non de professionnels. Rapidement, il demande à être relevé de ses fonctions et dénonce publiquement l'usage de la torture à son retour en France. Simone de Bollardière lit beaucoup au cours de la guerre et fait part de ses lectures à son mari, comme les écrits de Martin Luther King.

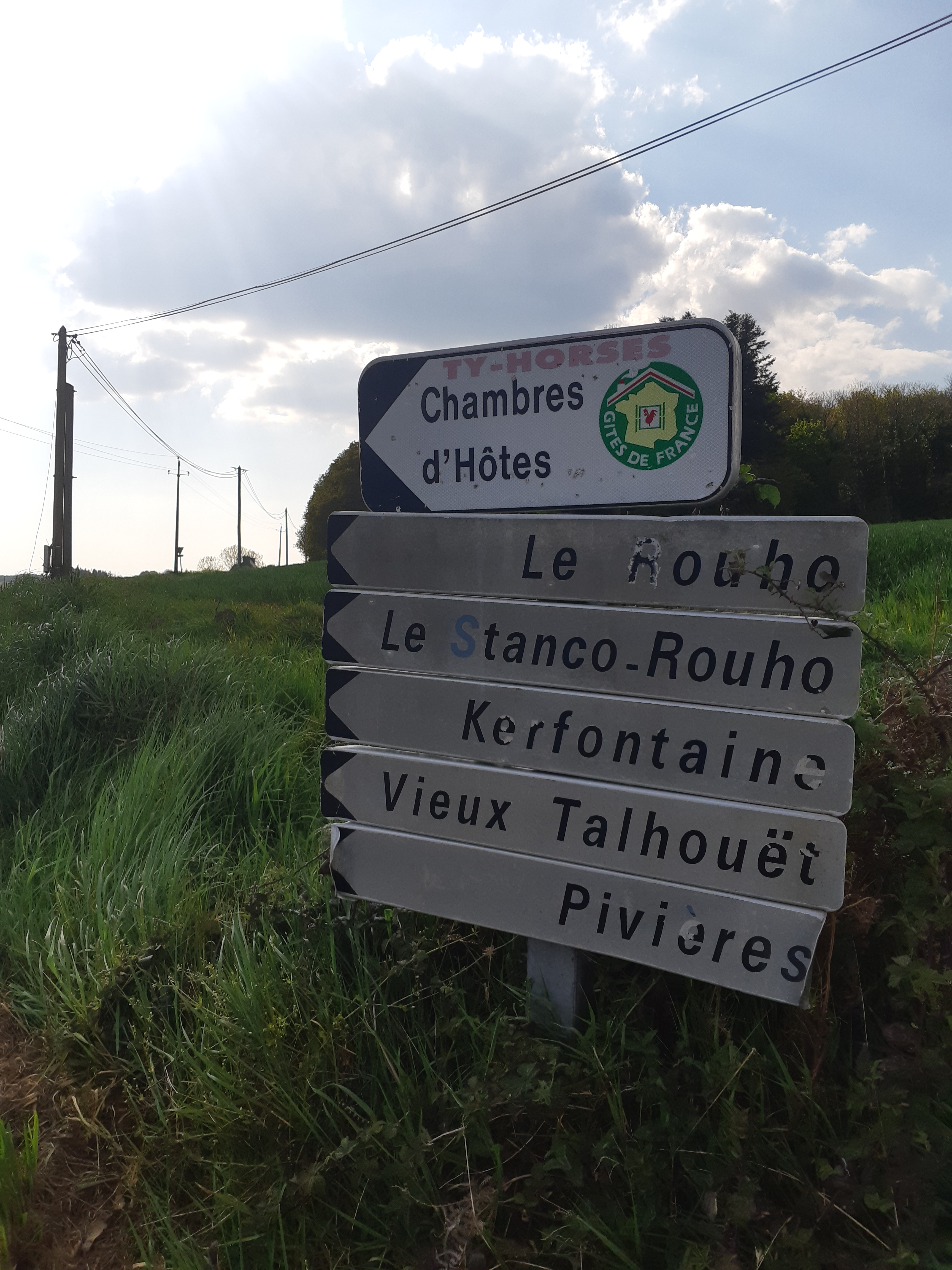
Route vers la maison qu'elle a occupé de 1961 à 2020.

Après la guerre et la démission de l'armée de Jacques de Bollardière en 1961, les époux emménagent dans une ancienne ferme au lieu-dit du Vieux-Talhouët à Guidel, près de Lorient dans le Morbihan, qui rappelle à son mari son enfance dans les environs de Châteaubriant. Simone de Bollardière s’engage alors pour de nombreuses causes. En plus de son combat contre la torture mené conjointement avec son mari, elle milite pour la non-violence et apporte son soutien à plusieurs objecteurs de conscience.
Elle se bat aussi, en aidant le MAN, co-fondé par son mari en 1974, contre le projet d'implantation d'une centrale nucléaire à Plogoff au début des années 1980 ; les essais nucléaires français dans le Sahara ; la guerre en Irak, avec le collectif Pas en notre nom en 2003. En faveur du peuple palestinien ; des sans-papiers ; des paysans du Larzac, avec son mari. Ou encore pour soutenir l'association Eaux et Rivières ; le parti écologiste "Les Verts" lors d'élection locale du pays lorientais.
C’est avec ardeur qu'elle s'oppose à la fermeture de la gare de Quimperlé, avec son ami cheminot Daniel Picol, puisque durant 52 dimanches elle y bloque les trains en occupant les rails, après avoir prévenu le chef de gare, jusqu’à obtenir la sauvegarde de la gare. Cela l'amène à aller au ministère des Transports, avec le maire de Quimperlé, et de Rosporden, ainsi que Louis Le Pensec. Ses blocages des voies à répétition la font passer en procès, et elle écope d'une amende qu'elle refuse de payer, ce qui lui fait risquer la prison, mais elle n'ira pas grâce à l'amnistie présidentielle, qui annule toutes les petites peines françaises à l'arrivée de Mitterrand à la présidence de la République.
Elle participe également activement à des associations, comme l'association républicaine des anciens combattants, Eaux et Rivières de Bretagne ou l'Association familiale de Quimperlé, qu'elle fonde en 1967. Elle soutient les écoles Diwan dès ses débuts en 1977, et dans ces mêmes années, en 1984, elle co-préside, avec son mari, le comité de soutien de ces écoles, donc ils rassemblent des personnalités dans un courrier engagé pour les soutenir.
Jacques de Bollardière décède le 22 février 1986 dans leur résidence à Guidel. Toutefois, cela n'empêche pas sa veuve de continuer à militer pour des causes diverses.
Elle est signataire de l'appel à condamner la torture durant la guerre d'Algérie (« l'appel des Douze ») en 2000. Elle prolonge les combats de son mari en devenant la présidente d’honneur de l’association des anciens appelés en Algérie et leurs amis contre la guerre (4ACG), fondée en 2004, dans laquelle elle va dans des lycées de l'Ouest de la France pour rappeler ce qu'est la violence et la guerre aux jeunes. Au début des années 2000, à la révélation, dans la presse, de la torture des Algériens pendant la guerre, elle sillonne les cinémas de France, avec André Gazut, pour projeter le film sur les agissements de son mari durant la guerre d'Algérie, Un destin : général de Bollardière, qui a été interdit de diffusion à sa sortie en 1974. Bien que physiquement diminuée, elle tient en 2013 à rencontrer Louisette Ighilahriz en Algérie. Enfin, elle participe aussi à des débats-projections en 2014 aux cinémas de Lorient, à l'occasion de la projection du film Retour en Algérie, accompagné de Emmanuel Audrain, réalisateur du film.

### Famille et vie personnelle
De son union avec Jacques de Bollardière, Simone de Bollardière a cinq filles : Annie, Eva, Armelle, Soisik et Marion.
Sa fille aînée est l'épouse de Georges Guillotou de Kerever, dont le fils, François, est actuellement préfet des Côtes-d'Armor.
Elle décède le dimanche 6 décembre 2020 dans sa maison du lieu-dit du Vieux-Talhouët à Guidel, et ses obsèques sont célébrées le mercredi 9 décembre à l'église de cette même commune.

## Hommages

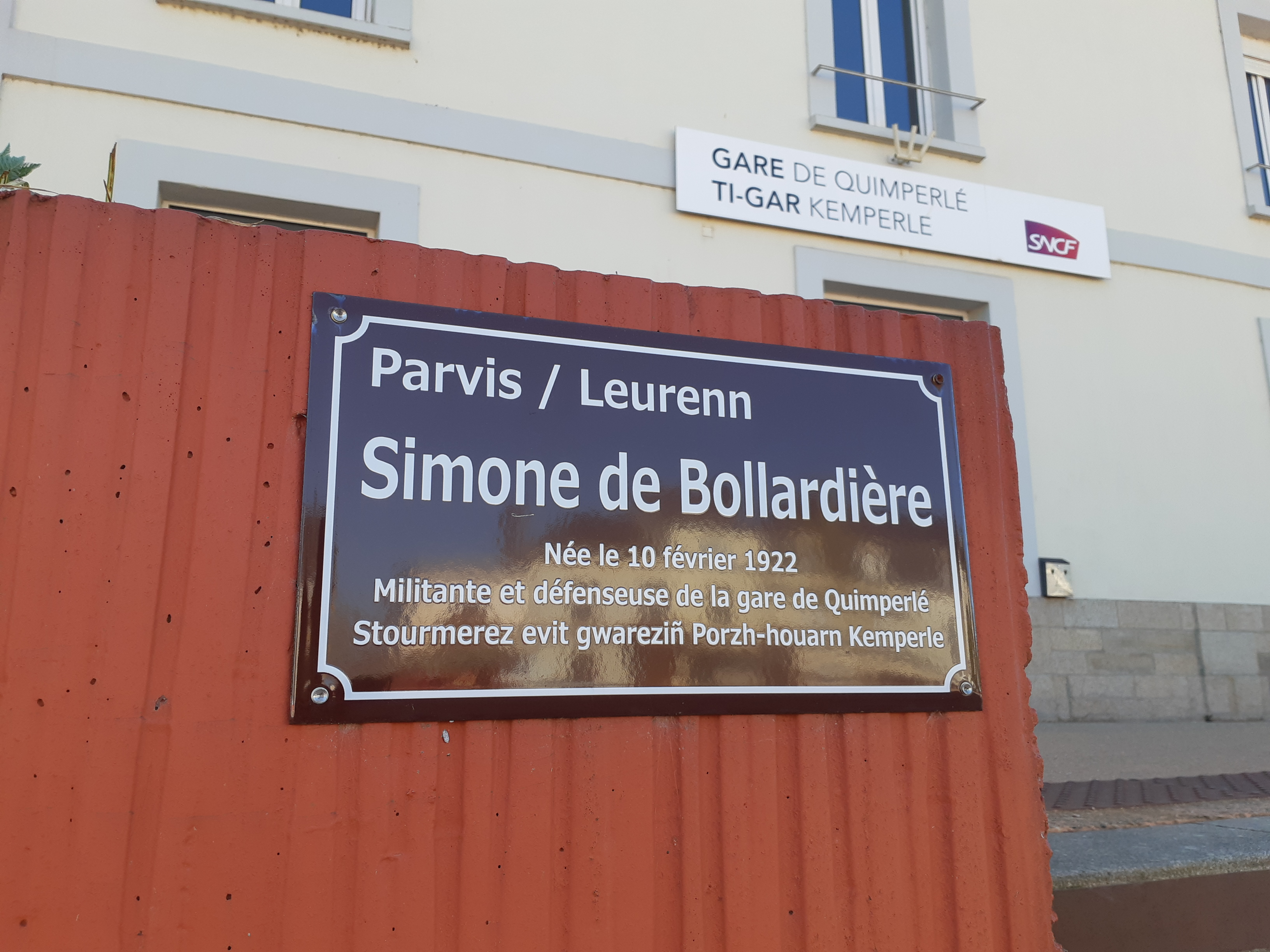
Plaque du Parvis Simone de Bollardière à Quimperlé, inaugurée en 2017.

- Le parvis de la gare de Quimperlé a pris son nom le 10 novembre 2017, en sa présence, et en souvenir de son combat pour la desserte ferroviaire[8].
- Depuis 2022, une rue porte son nom à Lesneven[14].
- En 2023, à Rennes, la voie nommée « square Général Pâris de Bollardière » a été renommée « square Simone et Jacques de Bollardière » [15],[16].